# Генчо Новаков
 Тази статия е за Уста Генчо Малкия.  За Уста Генчо вижте Генчо Кънев.  
Генчо Новаков (Уста Генчо Малкия) е български строители, самоук архитект, резбар и каменоделец от Тревненската художествена школа.

## Биография
Роден е през 1846 г. в село Генчовци, област Габрово. Калфа е на Генчо Кънев. Помага при изграждането на църквата „Св. Богородица“ в Габрово. Гради църквите „Св. Троица“ в Габрово през 1881 г. и „Св. Димитър“ в Мъглиж през 1891 г. Негово дело са църквите „Свети Архангел Михаил“ в Лесичери, „Свети Димитър“ в Калояновец и „Свети Димитър“ във Винарово, както и „Свети Георги“ в Долна Оряховица. В периода 1883 – 1886 г. построява камбанарията на църквата „Св. Троица“ в Свищов, а през 1906 г. на „Св. Богородица“ в Търговище. Важното в историята на дюлгерският занаят е, че при земетресението през 1977 година в Свищов църквата „Света Троица”, построена от Колю Фичето, се срива до основи, но камбанарията, строена от Генчо Новаков, остава да стои изправена.
Умира през 1912 г.

## Галерия
- „Света Богородица“ в Търговище
- „Света Троица“ в Свищов
- „Света Троица“ в Габрово
- „Свети Димитър“ в Мъглиж